# Podgorica
Podgorica (czarnog. cyr. Подгорица, dawniej Titograd, Ribnica) – największe miasto i stolica Czarnogóry, leżąca na wysokości 44 m n.p.m. Według danych ze spisu ludności z 2023 miasto liczyło 180 186 mieszkańców. Dobre położenie geograficzne między rzekami Ribnicą i Moračą uczyniło miasto atrakcyjnym miejscem do zasiedlenia. Miasto znajduje się blisko ośrodków narciarskich w Górach Dynarskich oraz wybrzeża Morza Adriatyckiego.
W czasach rzymskich miasto funkcjonowało pod nazwą Doclea, w średniowieczu Ribnica. W czasach komunistycznych na cześć Josipa Broza Tito nosiło natomiast nazwę Titograd.

## Historia

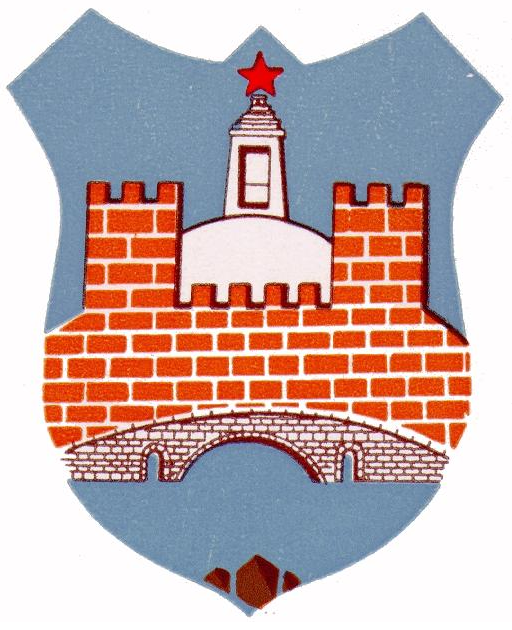
Herb Titogradu

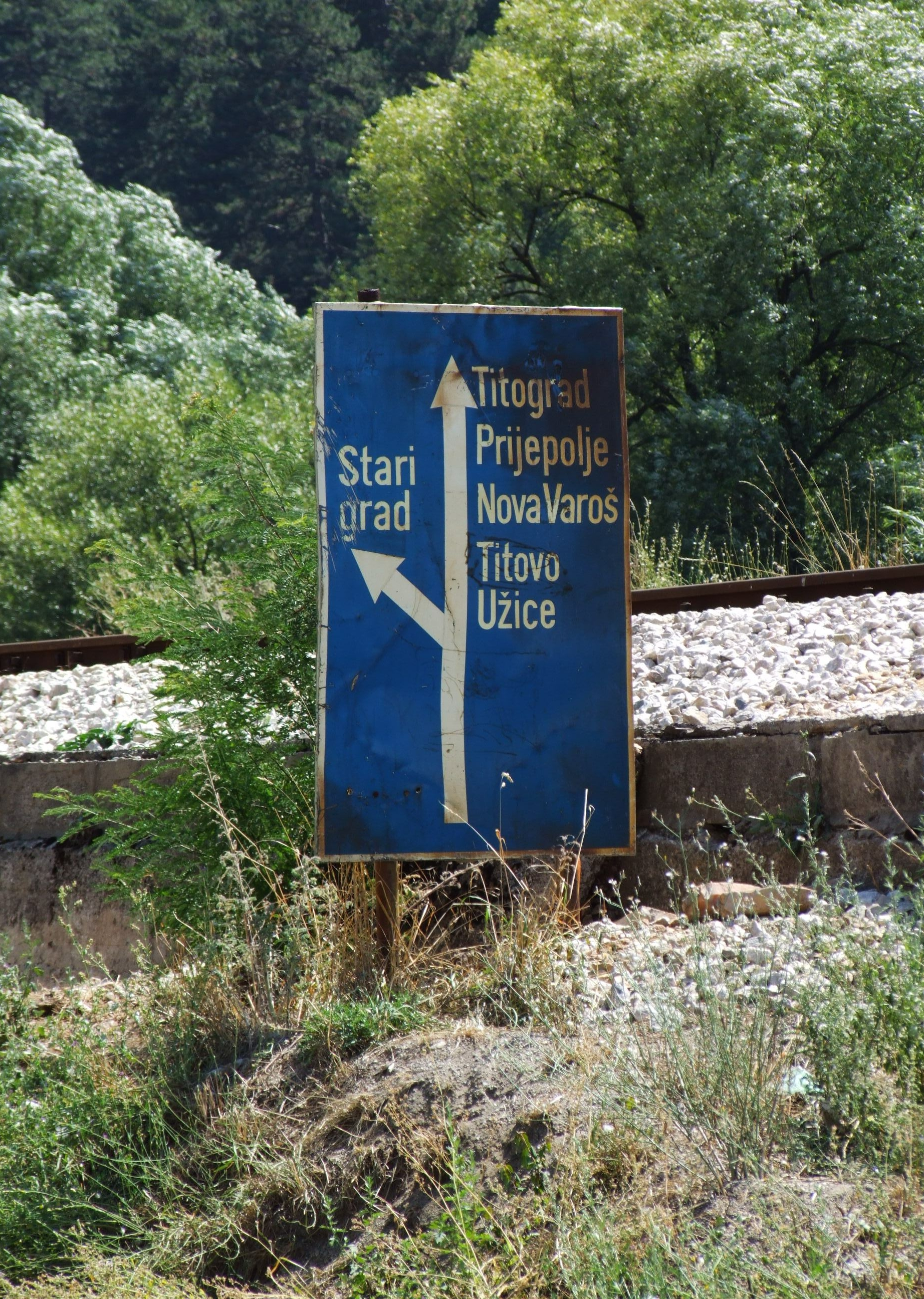
Tablica drogowa w Serbii, kierująca do Titogradu

Miasto to w czasach rzymskich znane było jako Birziminium, a potem do roku 1326 nazywało się Ribnica. To w Ribnicy urodził się serbski książę Stefan Nemania w roku 1132. Podgorica weszła w skład Serbii i z czasem znalazła się we władaniu Wenecji. W latach 1466–1878 stała się częścią imperium osmańskiego, a następnie Czarnogóry. W listopadzie 1918 roku Wielkie Zgromadzenie Serbskie uchwaliło w Podgoricy włączenie Czarnogóry do Serbii. Z czasem Podgorica wraz z Czarnogórą weszła w skład Jugosławii. W czasie II wojny światowej w roku 1941 Podgorica była okupowana przez wojska włoskie, a od 1943 niemieckie. Z polecenia Tity w roku 1944 Podgorica została zbombardowana i niemal całkowicie zrównana z ziemią przez naloty alianckie. 19 grudnia 1944 miasto zostało wyzwolone.
W latach powojennych zostało zbudowane od podstaw w zupełnie nowym kształcie, a jego nazwa, dla upamiętnienia Josipa Broz Tito, zmieniona na Titograd. W 1946 roku z Cetynii do Titogradu została przeniesiona stolica Czarnogóry. Powrót do dawnej nazwy nastąpił 2 kwietnia 1992 roku. Jednak międzynarodowy skrót dla lotniska w Podgoricy to nadal, w nawiązaniu do poprzedniej nazwy miasta, TGD.

## Atrakcje turystyczne
- Doclea – ruiny rzymskiego miasta, położone na północ tuż za granicami Podgoricy
- ruiny fortecy osmańskiej z XV w., pełniącej funkcję arsenału, zniszczonej w 1878 r. w wyniku eksplozji wywołanej uderzeniem pioruna
- Monaster Dajbabe
- mosty – nowoczesny Millennium nad Moracą i stary kamienny nad Ribnicą[3]
- wieża zegarowa z 1667 roku
- dzielnica Stara Varoš z meczetami Osmanagicia i Starodoganjskim oraz XIX-wiecznymi domami tureckimi[4]

## Miasta partnerskie
- Belgrad, Serbia
- Erywań, Armenia
- Londyn, Wielka Brytania
- Moskwa, Rosja
- Skopje, Macedonia Północna
- Sztokholm, Szwecja
- Zagrzeb, Chorwacja

## Galeria

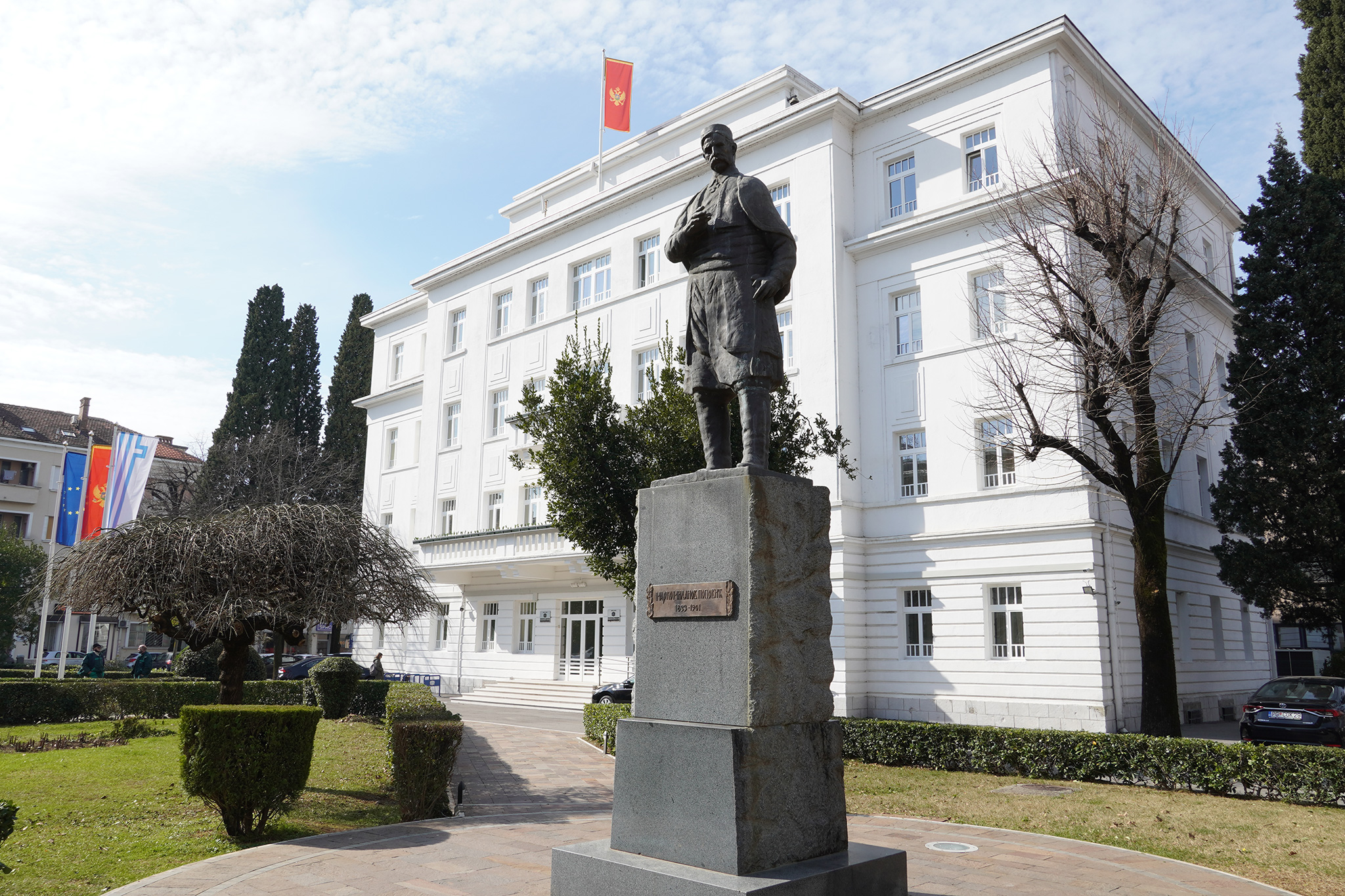
Ratusz miejski
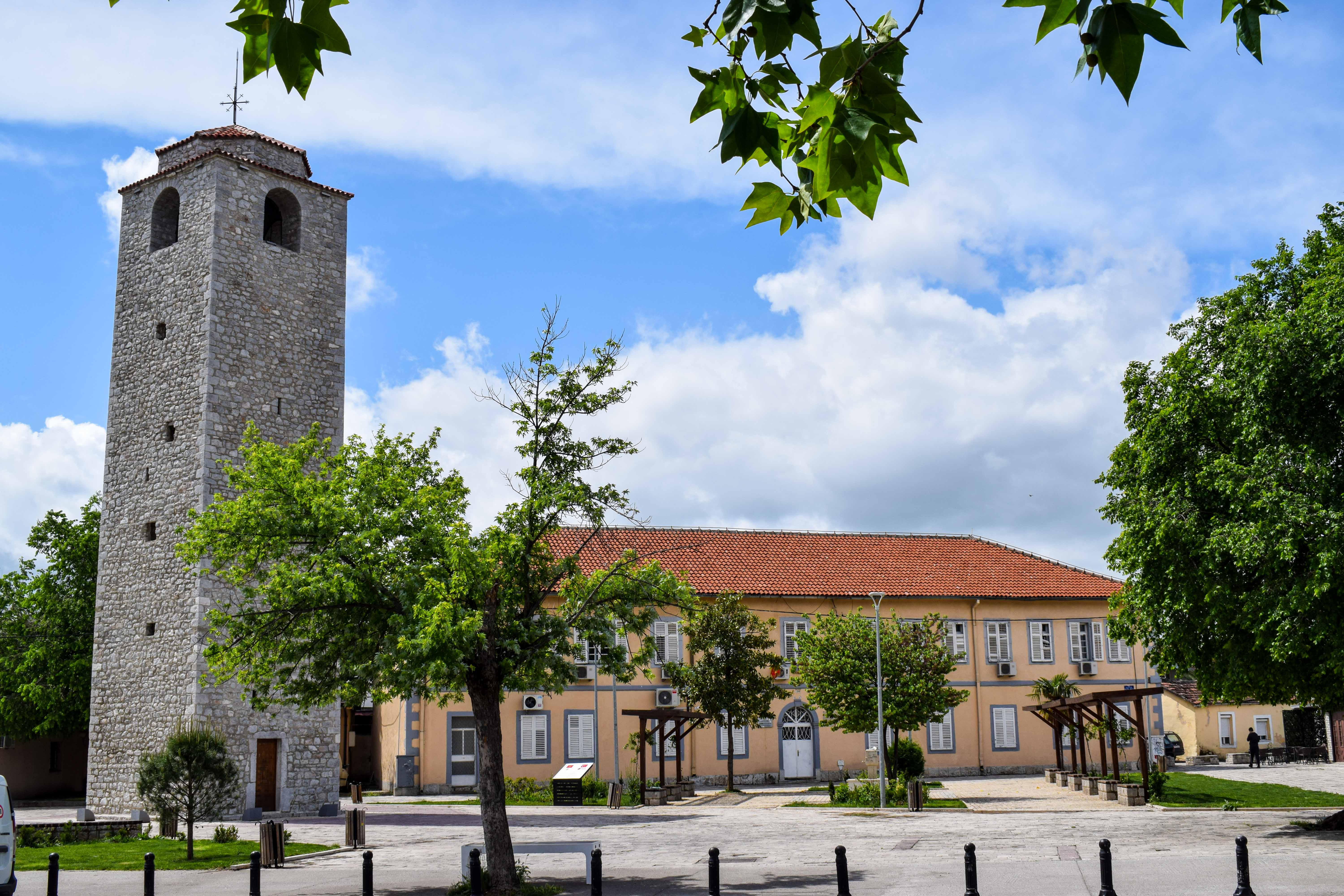
Wieża zegarowa
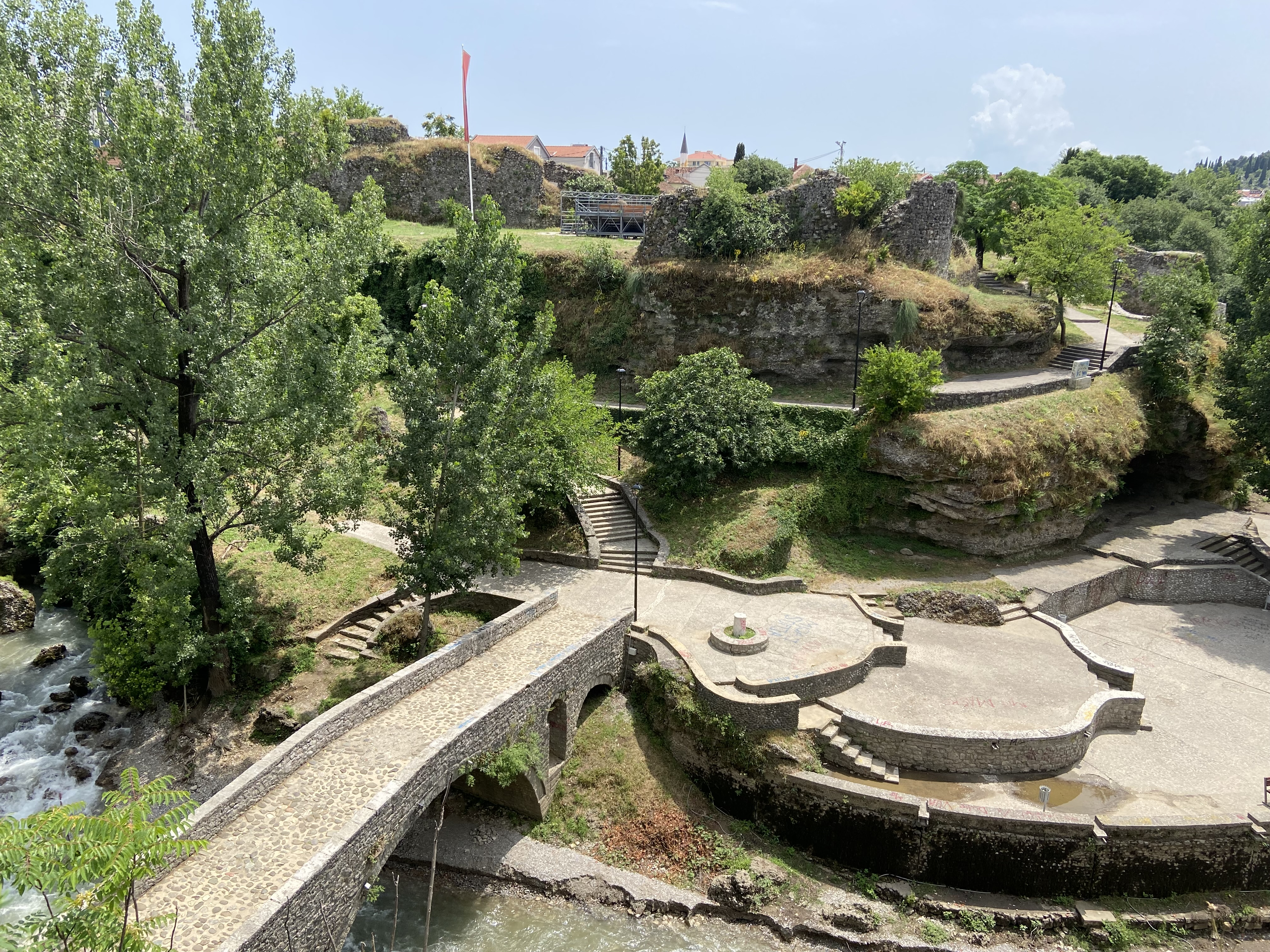
Pozostałości średniowiecznej twierdzy
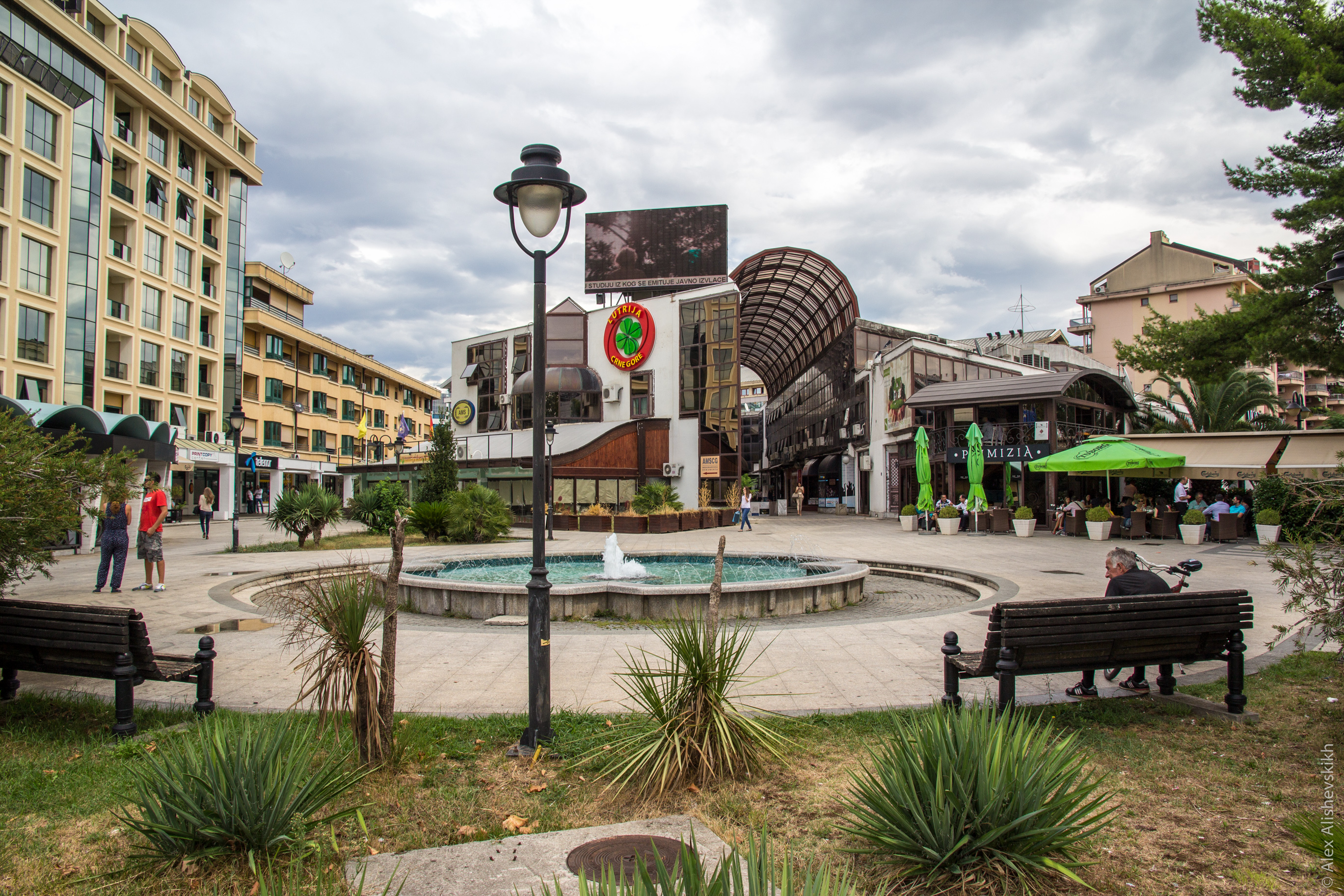
Centrum biznesowe